# Чжао, Роза
Роза Чжао (1878 г., Чжаоцзя, провинция Хэбэй, Китай — 28 июля 1900 года, Чжаоцзя, провинция Хэбэй, Китай) — святая Римско-Католической Церкви, мученица.

## Биография
Роза Чжао родилась в 1878 году в населённом пункте Чжаоцзя (провинция Хэбэй) в католической семье.
В 1899 году в Китае началось ихэтуаньское восстание боксёров, во время которого со стороны повстанцев жестоко преследовались христиане. 28 июля 1900 года Роза Чжао пыталась вместе с матерью Марией Чжао Го и сестрой Марией Чжао спрятаться от преследователей, укрывшись в колодце. После их обнаружения повстанцы вытащили их из укрытия и потребовали от женщин отказаться от христианства. Роза Чжао вместе с матерью и сестрой не отреклись от христианства, после чего повстанцы отвели их на кладбище, где всех их казнили.

## Прославление
Роза Чжао была беатифицирована 17 апреля 1955 года Римским Папой Пием II и канонизирована 1 октября 2000 года Римским Папой Иоанном Павлом II вместе с группой 120 китайских мучеников.
День памяти в Католической Церкви — 9 июля.